# Kreuzkloster (Jerusalem)

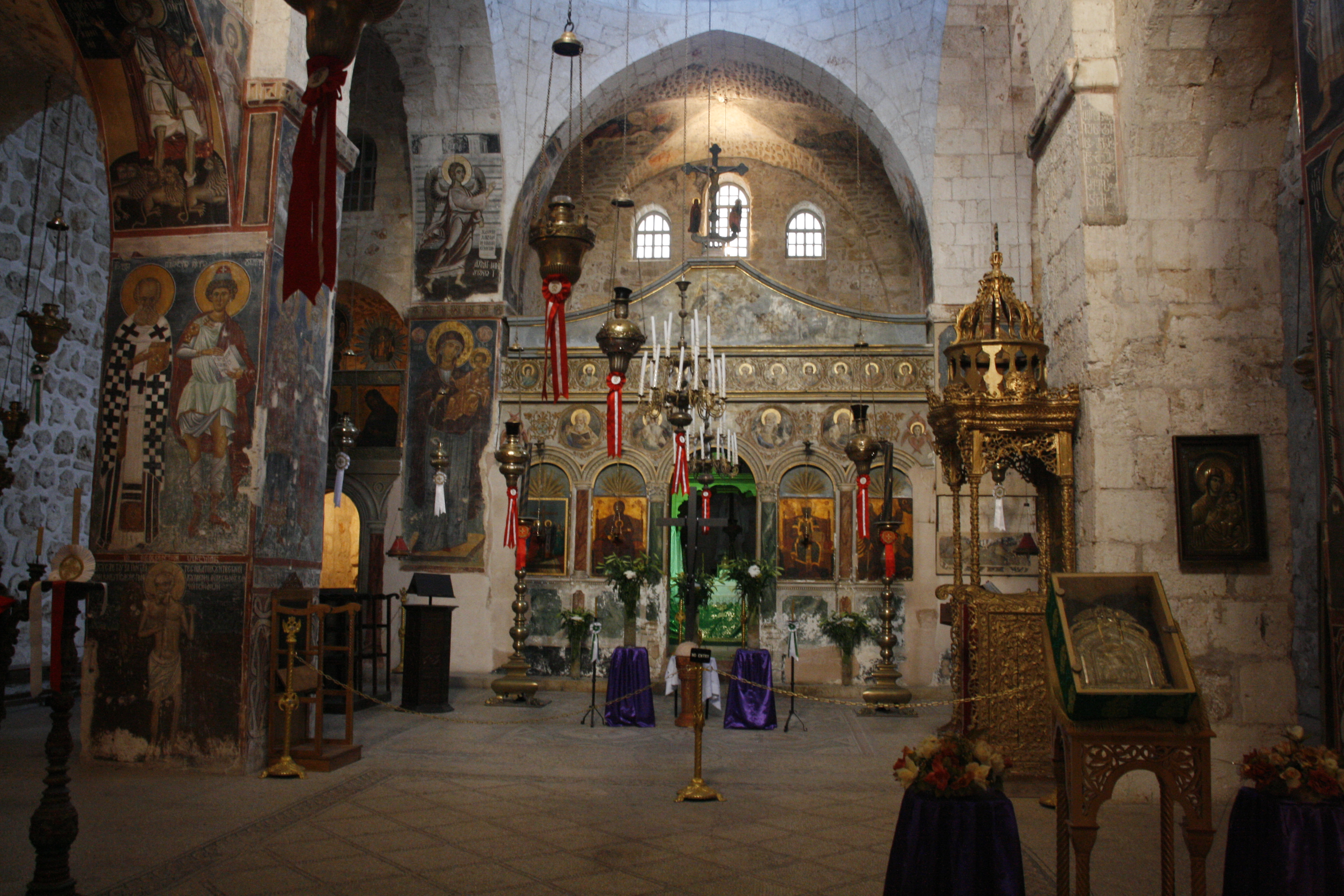
Die Klosterkirche

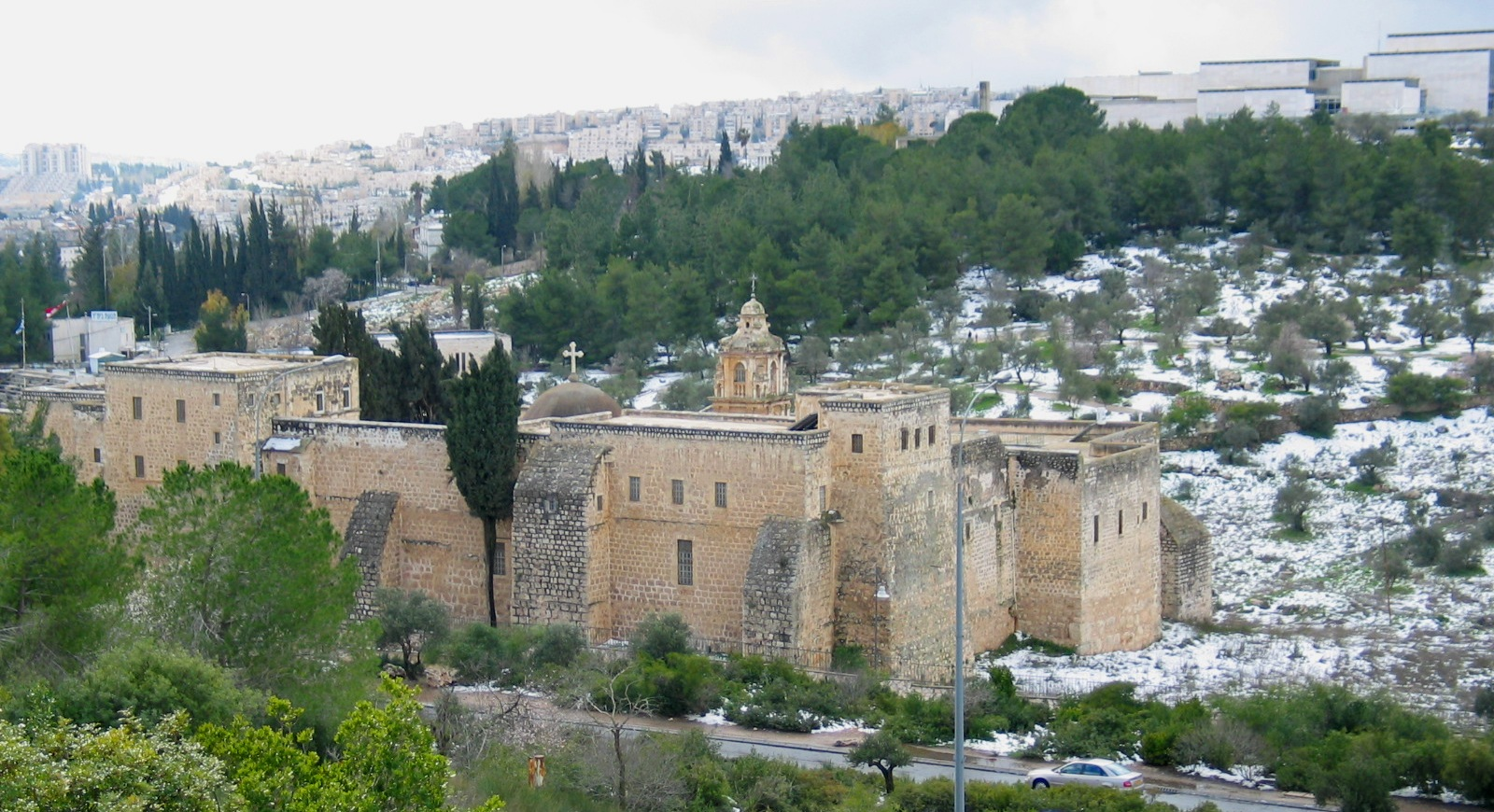
Das Kloster im Winter

Das Kreuzkloster (hebräisch מִנְזַר הַמַּצְלֵבָה Minsar haMazlevah, arabisch دَيْرُ الصَّلِيبِ, DMG Dair al-Ṣalīb; georgisch იერუსალიმის ჯვრის მონასტერი) ist ein mächtiges festungsartiges Kirchengebäude in Jerusalem. Es liegt in einem Wadi südöstlich der Knesseth und östlich des Israel-Museums. Hier soll der Baum gestanden haben, aus dessen Holz das Kreuz Christi gefertigt wurde.
Es wurde im 11. Jahrhundert von georgisch-orthodoxen Mönchen gegründet und gehört seit dem 17. Jahrhundert zum Griechisch-Orthodoxen Patriarchat von Jerusalem.

## Legende
Der Legende nach soll Lot, nachdem er sich von seinen beiden Töchtern getrennt hatte, hier niedergelassen und den Baum gepflanzt haben, der später für das Kreuz Jesu verwendet wurde.

## Geschichte
Zur Gründung des Klosters gibt es zwei Überlieferungen: Entweder hat (nach griechisch-orthodoxer Überlieferung) Helena, die Mutter Kaiser Konstantins, das Kloster bei ihrem Palästinabesuch gegründet, oder das Gelände wurde von Kaiser Konstantin an Mirian III., den ersten christlichen König von Georgien, übergeben, der dann hier einen ersten Kirchenbau errichtet hat.
Von 1039 bis 1056 wurde von König Bagrat von Georgien auf den Ruinen einer Kirche aus dem 5. Jahrhundert das heutige Kloster erbaut. In der Folgezeit wurden Teile der Klosteranlage mehrmals zerstört und wieder aufgebaut. 1685 wurde das Kloster als Folge der abnehmenden Zahl georgischer Mönche an das Griechische Patriarchat von Jerusalem verkauft. Zahlreiche georgische Handschriften werden bis heute in der Patriarchatsbibliothek aufbewahrt und können an Wochentagen besichtigt werden.

## Beschreibung

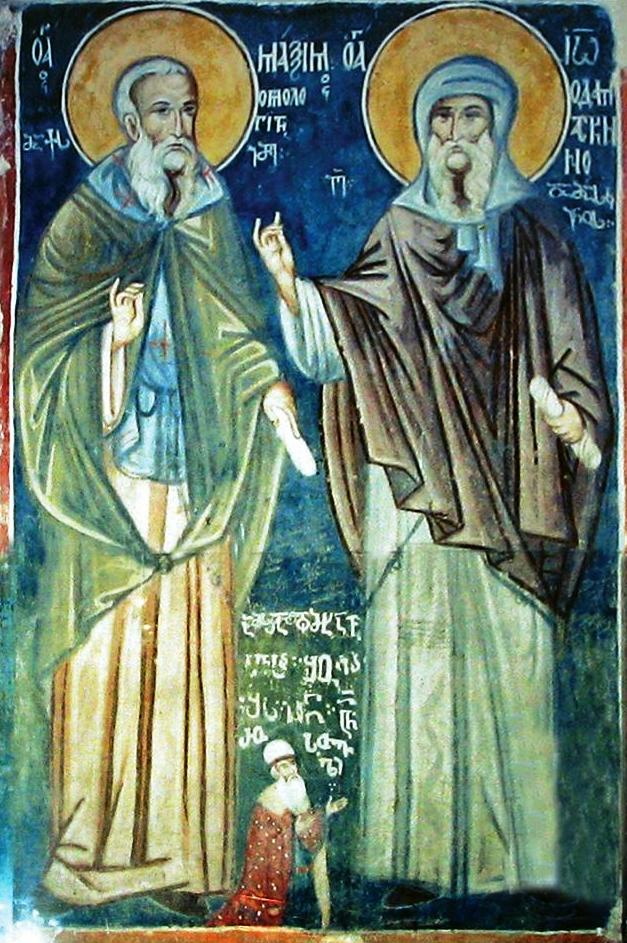
Fresko mit Fantasiebildern von Johannes von Damaskus und Maximus Confessor, darunter angeblich Rustaweli

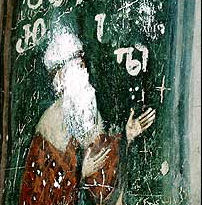
Rustaweli-Fresko, nach einer Beschädigung 2004

Das Kloster ist ein festungsartiger Bau, der von hohen mittelalterlichen Mauern umgeben ist. Dahinter befindet sich eine weitläufige Anlage mit Gebäuden, die mit Arkaden, Treppenaufgängen und Terrassen versehen sind.
Der Kirchturm ist barock, die Kirche selbst geht auf das 12. Jahrhundert zurück. Die silbrig glänzende Kuppel der Klosterkirche stammt aus der Kreuzfahrerzeit und enthält alte Fresken und Mosaike. Betreten wird die Kirche durch einen Narthex, von dem man in das Hauptschiff gelangt. Über dem Altar ruht eine Kuppel auf vier Säulen, im Altarraum befindet sich ein Silberring, der den Platz des legendären Baumes markiert. Die Säulen und Wände sind mit Fresken aus dem 12. und 17. Jahrhundert verziert und erzählen neben biblischen Motiven auch die Legende des Baumes, aus dem das Holz für das Kreuz Jesu stammen soll. Reste des Bodens der ursprünglichen Kirche aus dem 5. Jahrhundert sind ebenfalls noch sichtbar.
Im 13. Jahrhundert lebte der georgische Nationaldichter Schota Rustaweli, Verfasser des georgischen Nationalepos Der Recke im Tigerfell, in dem Kloster. Seine sterblichen Überreste ruhen in der Kirche, an ihn erinnert ein Fresko als kniende Gestalt zu Füßen von Johannes von Damaskus und Maximus Confessor, des georgischen Nationalheiligen.